# Cephaloleia steinhousei
Cephaloleia steinhousei is een keversoort uit de familie bladkevers (Chrysomelidae). De wetenschappelijke naam van de soort werd in 1961 gepubliceerd door Uhmann.